# General Berthelot
General Berthelot is een Roemeense gemeente in het district Hunedoara. General Berthelot telde 987 inwoners in 2007.

## Naam
De plaats heette tot 1923 Fărcădin de Jos. Ze werd toen genoemd naar de Franse generaal Henri Berthelot (1861-1931) die vanaf oktober 1916 was gedetacheerd aan het Roemeense leger en als nationale held wordt geëerd. In 1965, onder het communistisch regime, werd de gemeente hernoemd naar Unirea. Op 7 december 2001 kreeg de gemeente opnieuw de naam General Berthelot.

## Kernen
Naast het centrum van General Berthelot, telt de gemeente nog vier kernen: Crăguiș, Fărcădin, Livezi en Tuștea.

## Afbeeldingen

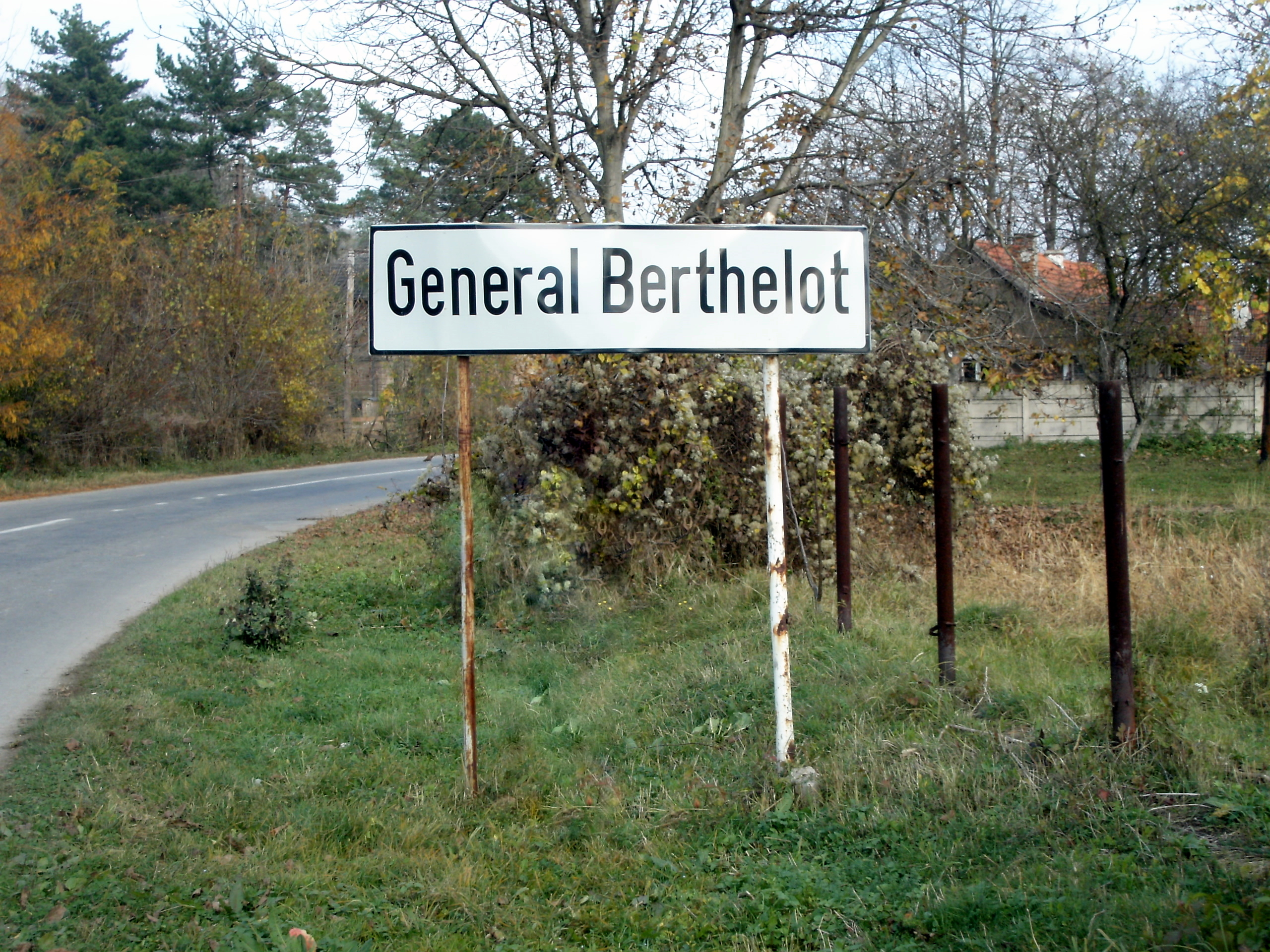
Ingang van de gemeente
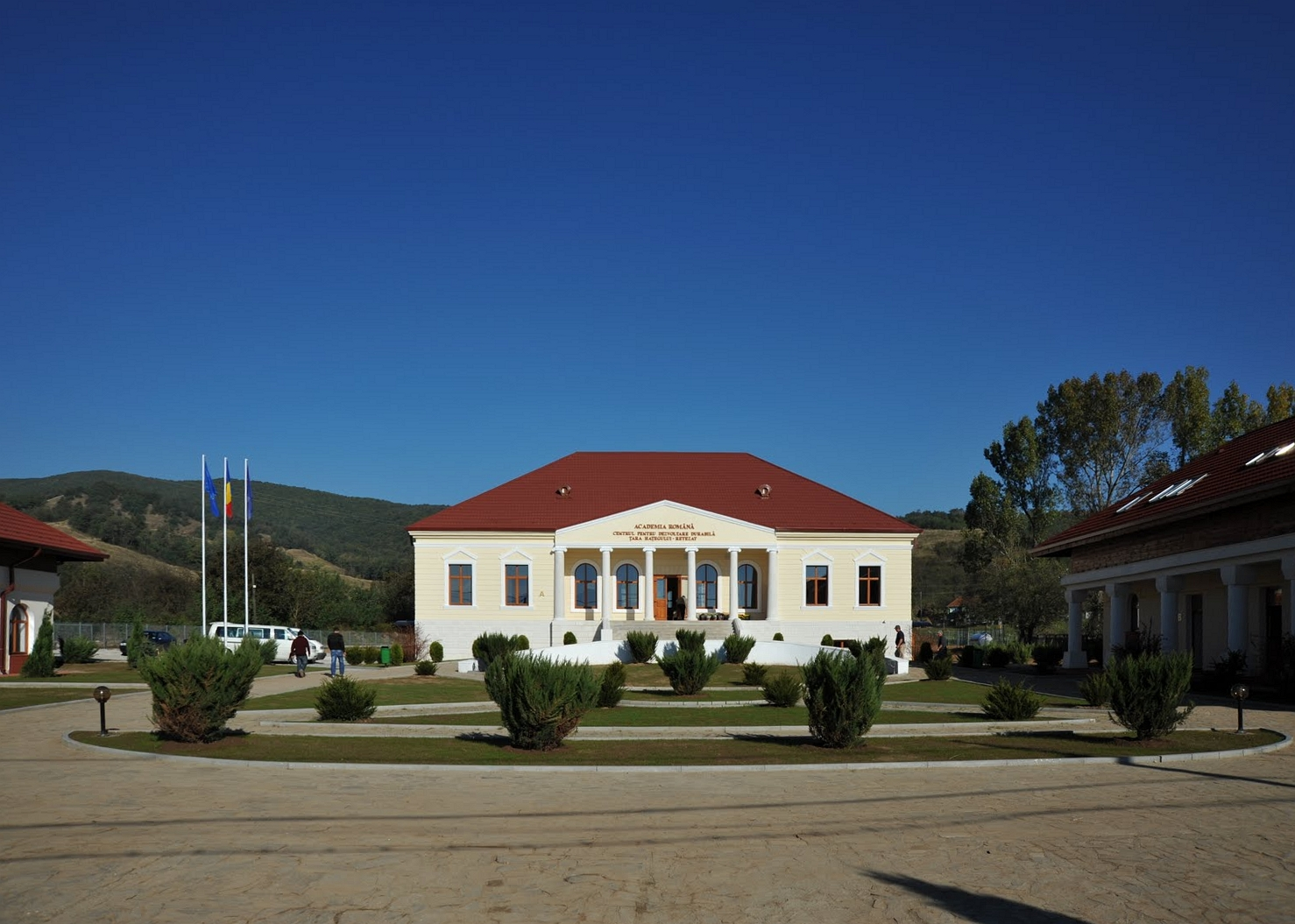
De villa die door de Roemeense regering aan generaal Berthelot werd geschonken, nu academie
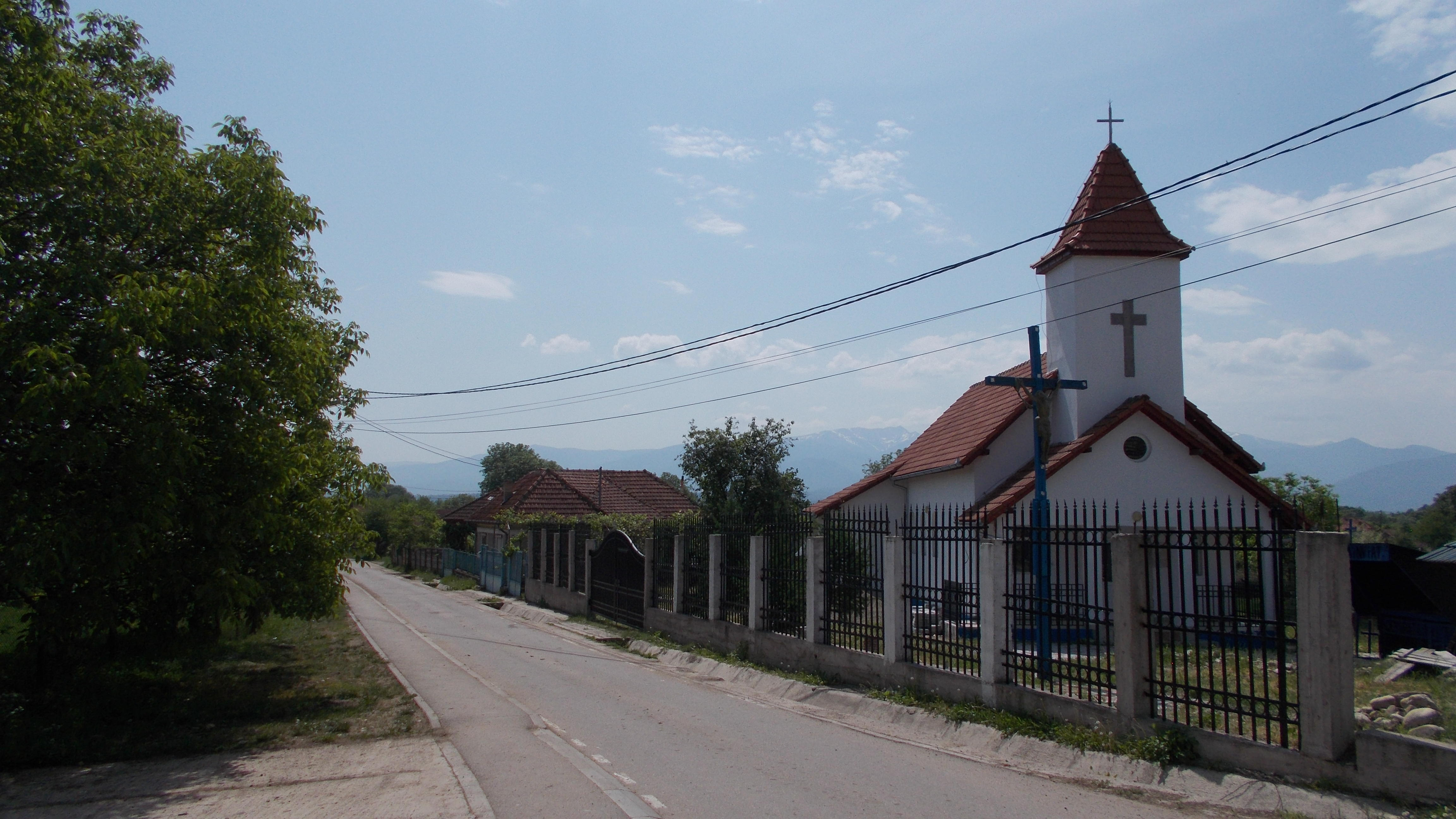
Tuștea
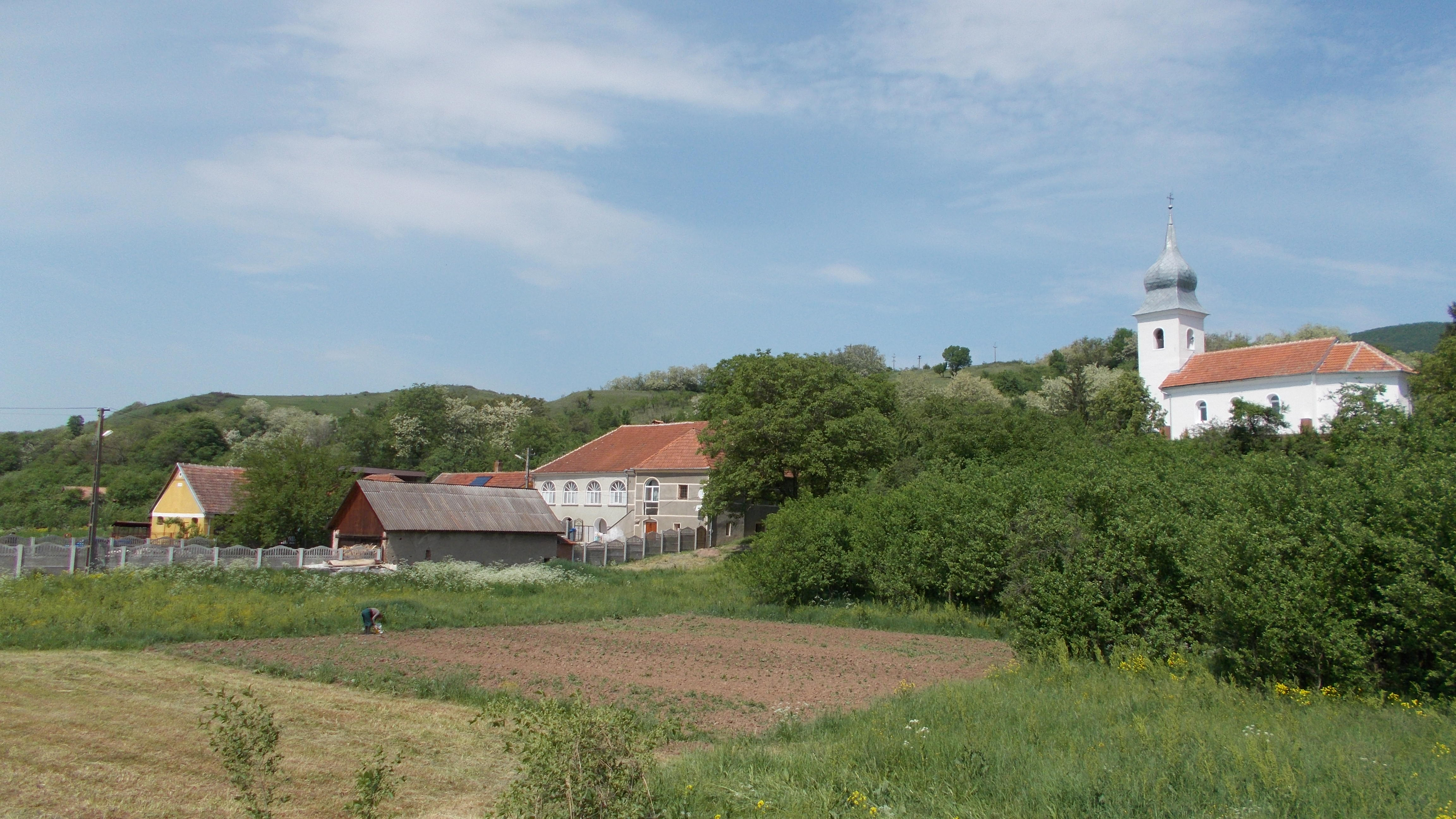
Fărcădin